# اسکات بارون
اسکات بارون (انگلیسی: Scott Barron؛ زادهٔ ۲ سپتامبر ۱۹۸۵) بازیکن فوتبال اهل بریتانیا است.
از باشگاه‌هایی که در آن بازی کرده‌است می‌توان به باشگاه فوتبال ایپسویچ تاون، باشگاه فوتبال میلوال، باشگاه فوتبال ورکسام، و باشگاه فوتبال برنتفورد اشاره کرد.